# دلند
دلند (بالفارسية: دلند) هي مدينة تقع في إيران في قسم. يقدر عدد سكانها بـ 7,732 نسمة .